# Штютцербах
Штютцербах (нем. Stützerbach) — община в Германии, в земле Тюрингия. 

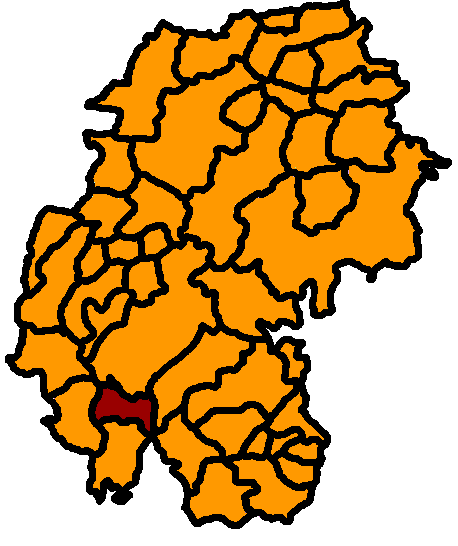
Расположение Штютцербаха на карте Германии

Входит в состав района Ильм. Подчиняется управлению Реннштейг.  Население составляет 1473 человека (на 31 декабря 2010 года). Занимает площадь 11,37 км².

### Дом-музей Гёте

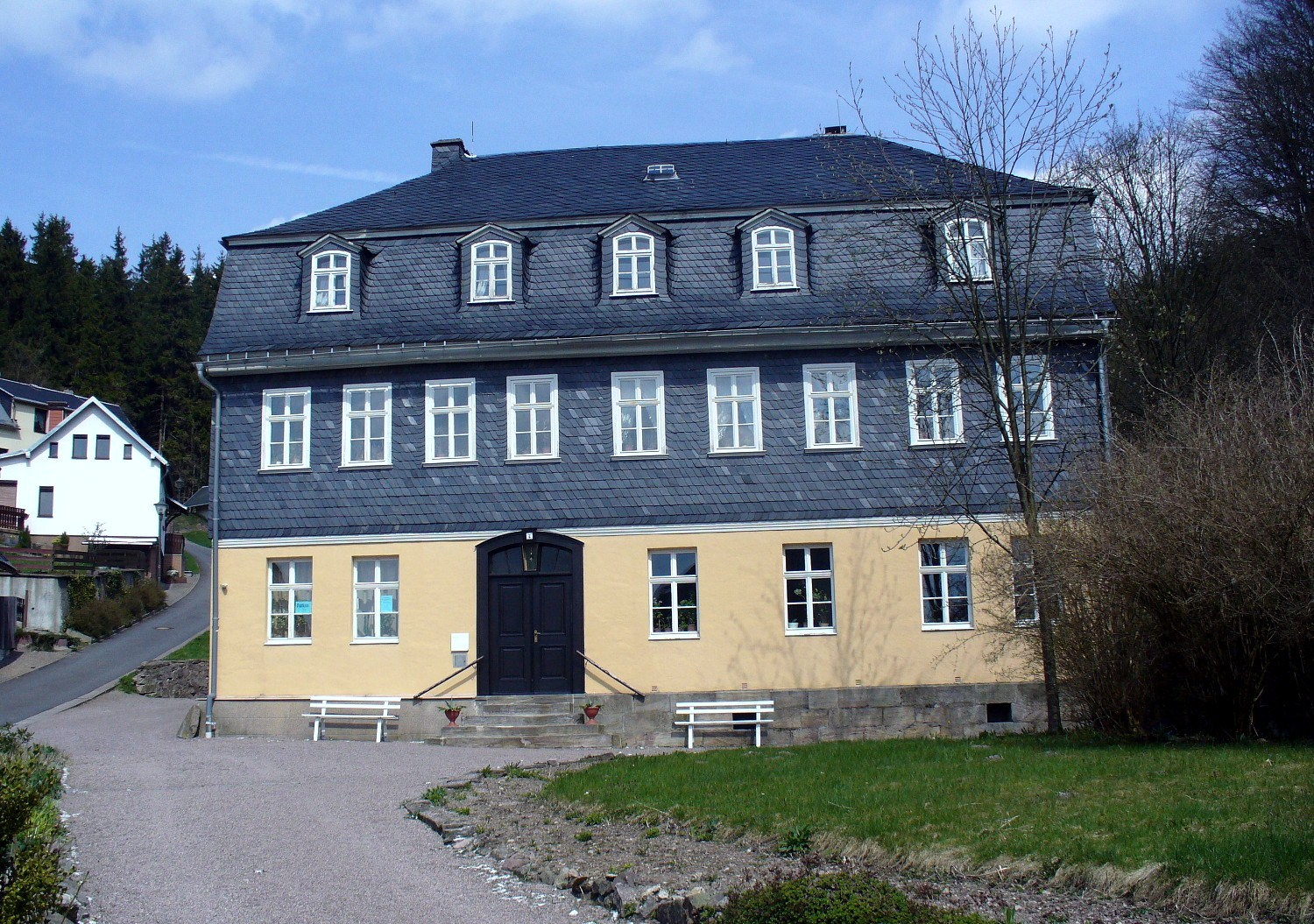
Дом-музей Гёте в Штютцербахе

Штютцербах — одно из памятных мест Иоганна Вольфганга Гёте в Тюрингии — «дом Гундлаха» в курортной общине Штютцербах. Поэт бывал здесь в период между 1776 и 1780 годами не менее 13 раз, часто с веймарским герцогом Карлом Августом. Они останавливались в доме своего друга — владельца стеклодувной мастерской Иоганна Элиаса Глейзера. В экспозиции представлены копии рисунков Гёте, сделанные им в общине и её окрестностях, свидетельства его литературной и научной работы во время пребывания в Штютцербахе. Ценным экспонатом является шкаф Гёте для хранения минералов. Исторически точно воссоздана тюрингская крестьянская кухня со старинными оловянными тарелками, медными кувшинами. Для своих научных опытов Гёте пользовался лабораторными приборами, изготовленными в стеклодувных мастерских Штютцербаха. Музей основан в 1962 году.

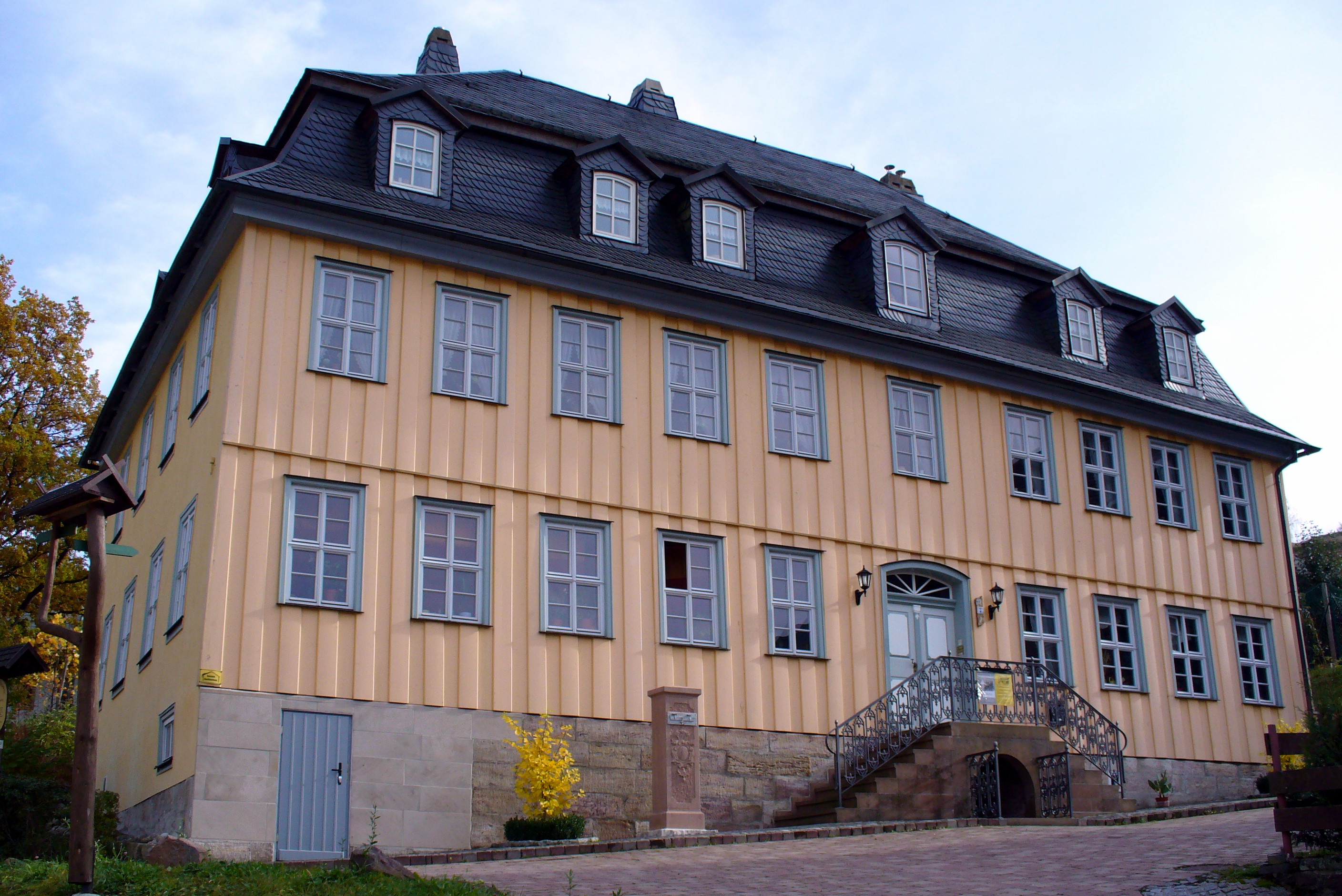
Дом Глейзера — владельца стеклодувной мастерской
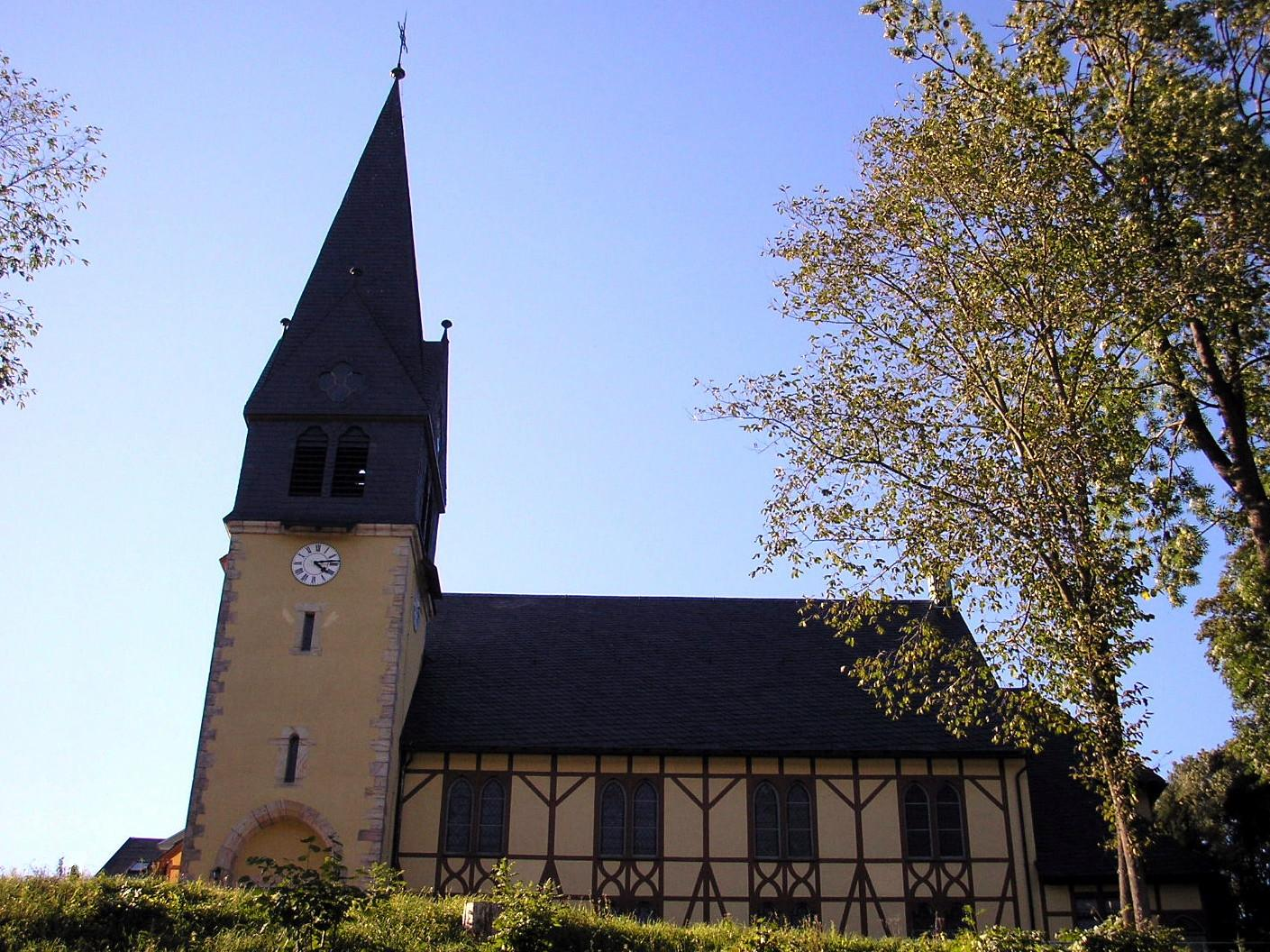
Церковь Христа
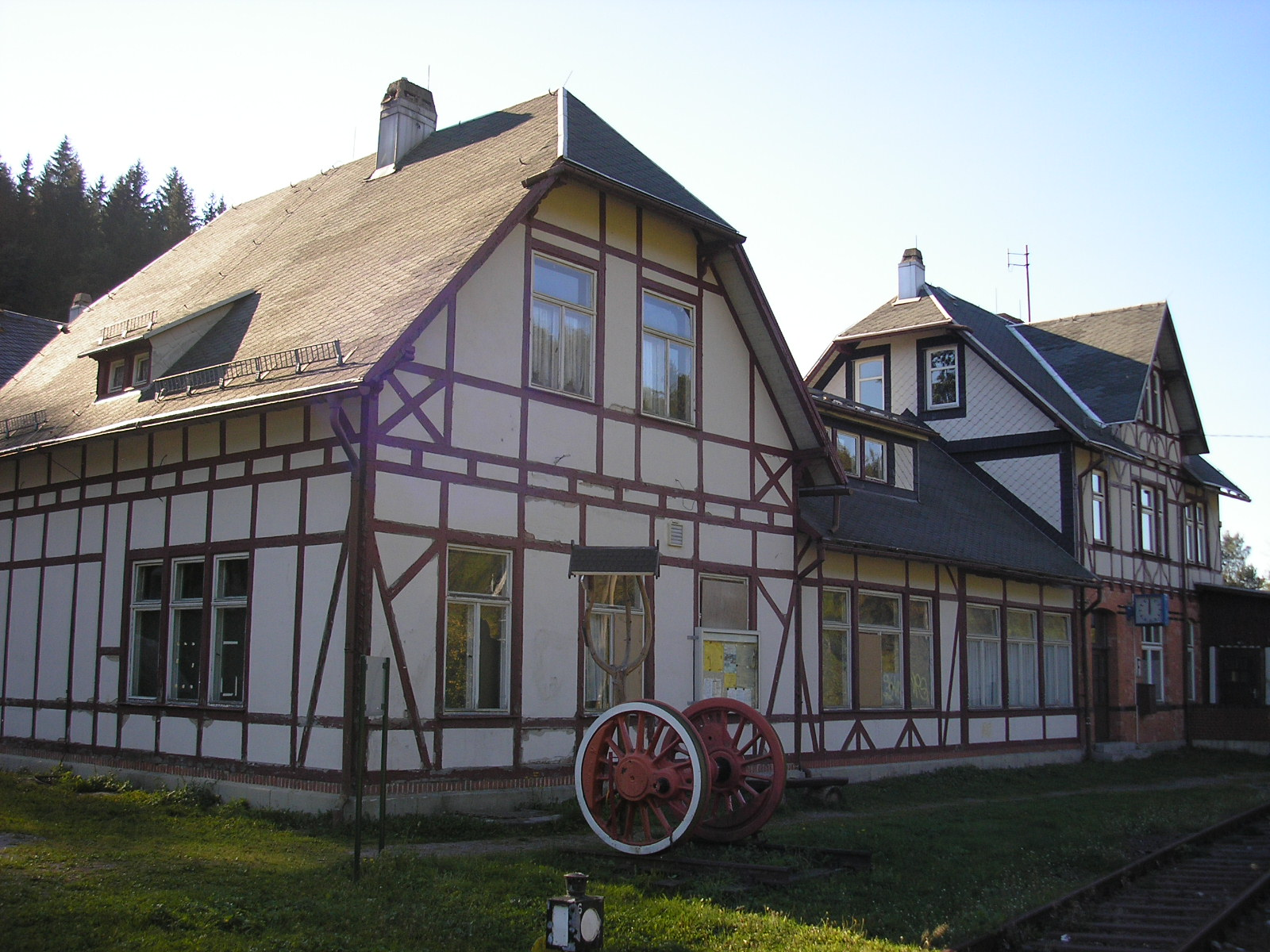
Вокзал Штютцербаха

## Панорама Штютцербаха

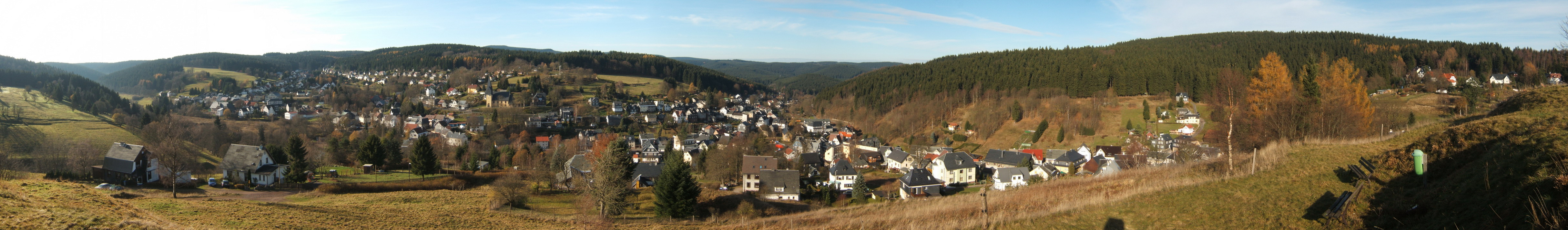
Панорама Штютцербаха